# Île Soffi
Ne doit pas être confondu avec Soffi.
L'île Soffi (en italien Isola di Soffi) est une île d'Italie en mer Tyrrhénienne au nord-est de la Sardaigne, une des îles de l'archipel de La Maddalena.

## Géographie
Ile granitique, sa côte est très accidentée. Elle s'étend sur un peu plus de 950 m de longueur pour une longueur maximale de 909 m et fait partie du Parc national de l'archipel de La Maddalena et du Parco internazionale delle Bocche di Bonifacio (it).